# Syntrechalea porschi
Syntrechalea porschi är en spindelart som beskrevs av Eduard Reimoser 1939. Syntrechalea porschi ingår i släktet Syntrechalea och familjen Trechaleidae.
Artens utbredningsområde är Costa Rica. Inga underarter finns listade i Catalogue of Life.